# Philip Webb

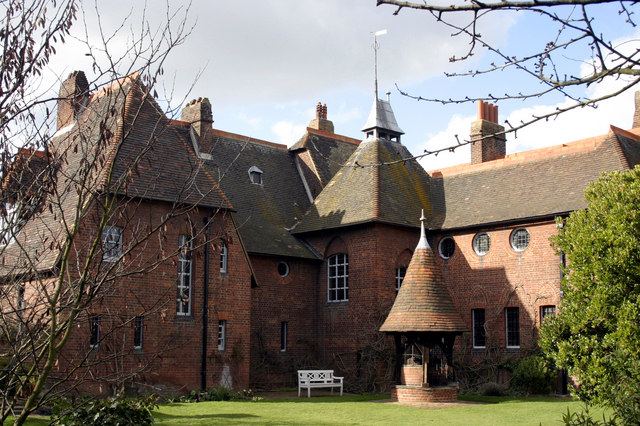
Red House (Bexleyheath), progettata per William Morris.

Philip Speakman Webb (Oxford, 12 gennaio 1831 – Worth, 17 aprile 1915) è stato un architetto e designer britannico, noto soprattutto per la progettazione di residenze di campagna e considerato uno dei pionieri della corrente Arts and Crafts.

## Biografia
Dopo gli studi di architettura divenne assistente presso lo studio di George Edmund Street, una delle figure di spicco dell'architettura neogotica.
Nel 1856 incontrò William Morris, due anni dopo aprì uno studio suo e nel 1859, su commissione dello stesso Morris progettò il suo edificio più noto, Red House a Bexleyheath nel Kent.
Il progetto segue i principi architettonici dell'Art and Crafts che prevedevano una collocazione armonica nell'ambiente circostante, l'uso di tecniche e materiali naturali e la rinuncia a decorazioni esterne fatta eccezione per alcuni archi a sesto acuto in alcune delle aperture.
È soprattutto nella distribuzione degli interni che si la netta rottura con la tradizionale architettura vittoriana molto formale che prevedeva ambienti nettamente separati, qui gli spazi sono invece concepiti per una vita famigliare più intima e una transizione fluida da un ambiente all'altro.
L'ottima collaborazione fra Morris, Webb e gli altri che parteciparono alla decorazione degli interni li portò a costituire uno studio di decorazione di interni, Morris, Marshall, Faulkner & Co., di cui Webb fu il designer principale.
Fu tra i fondatori della Society for the Protection of Ancient Buildings.

## Progetti
- Red House (Bexleyheath), (1859)

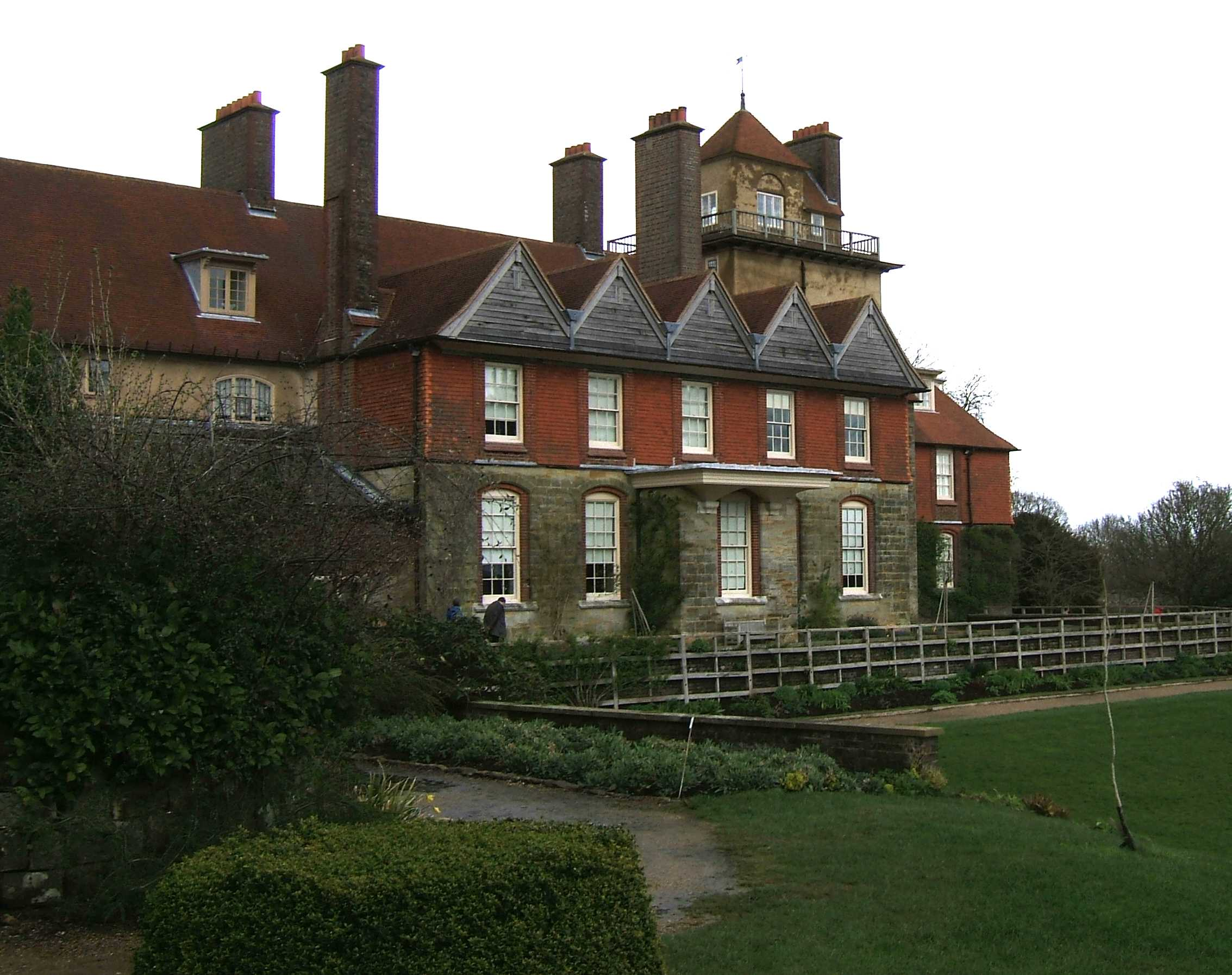
Standen

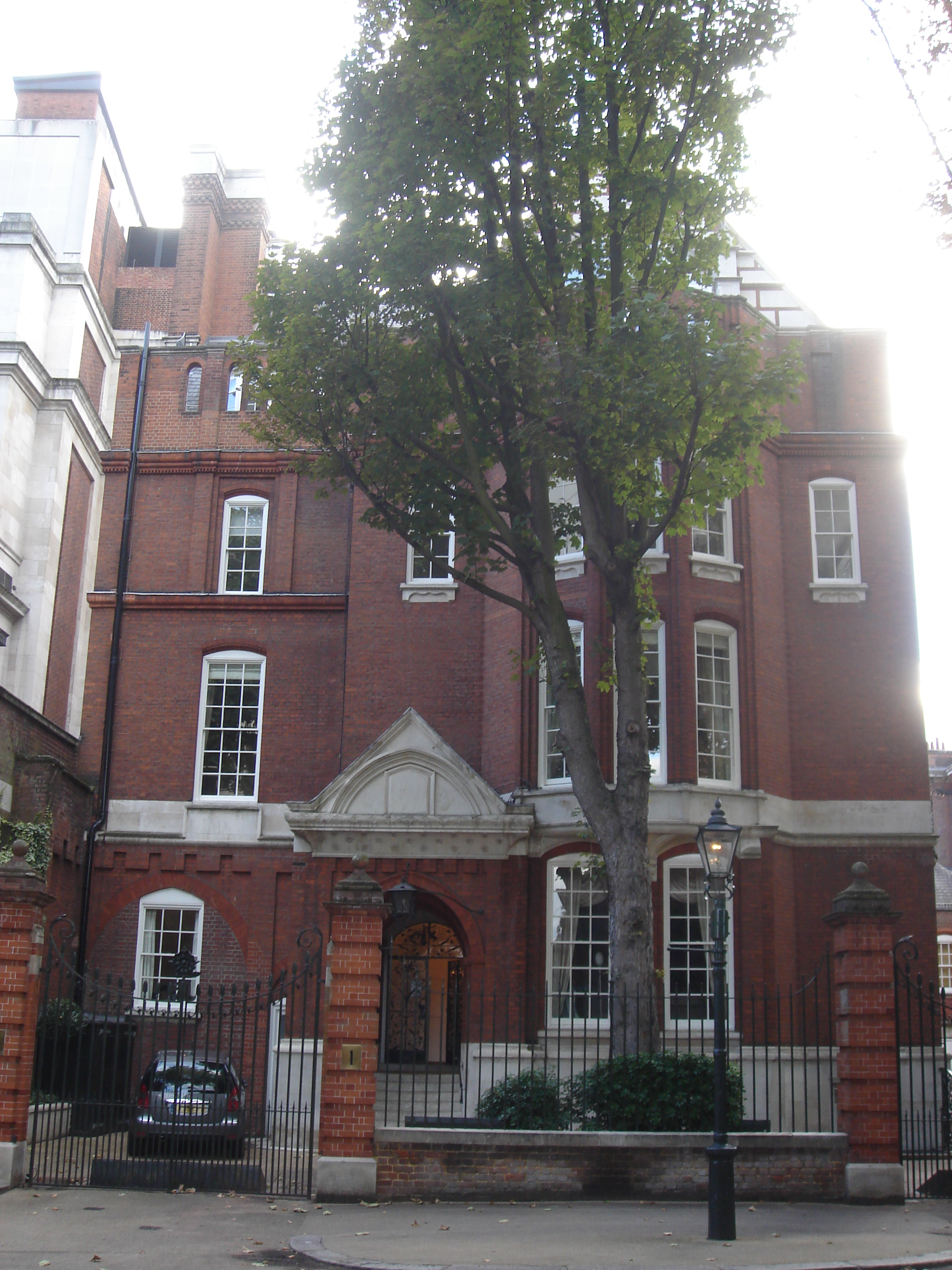
1 Palace Green, London.

- Sandroyd, ora Benfleet Hall, Cobham (Surrey) (1860)
- Cranmer Hall wing, Fakenham (c.1860) e Coach House (1860)
- 91-101 Worship St, London EC2 (1862)
- Arisaig House, Highland (1863, ricostruita nel 1937)
- All Saints' and St Richard's Church of England Primary School, Old Heathfield, East Sussex, (già Heathfield Church of England Primary School) (1864)
- 1 Palace Green, Londra (1868)
- Red Barns House, Redcar (1868) - edificio residenziale
- 19 Lincoln's Inn Fields, Londra (1868) - edificio
- The West House, 35 Glebe Place, Chelsea, London (1868–69) per George Price Boyce
- Joldwynds, Holmbury St Mary, Surrey (1874) demolita nel 1930 e rimpiazzata da un edificio modernista progettato da Oliver Hill. Rimangono alcuni edifici accessori.
- Smeaton Manor, Yorkshire (1878)
- Four Gables, Green Lane House, Brampton, Cumbria
- St Martin's Church, Brampton (1878)
- Conyhurst, Surrey per Mary Ewart (1885)[3]
- Clouds House, Wiltshire (1886)
- Naworth Castle, Cumbria
- Standen, West Sussex (1892–94)
- Bell & Co Ltd (uffici), Zetland Rd, Middlesbrough (1891)
- Rounton Grange, nei pressi di Middlesbrough (per Sir Isaac Lowthian Bell) – demolito nel 1953
- Forthampton Court, Forthampton, Gloucestershire (1889–92)
- Berkeley Castle, Gloucestershire (1874–77) - vetrate della Great Hall